# カメラファイルシステム規格
カメラファイルシステム規格 (カメラファイルシステムきかく、英: Design rule for Camera File system; DCF) は、デジタルカメラやプリンター、携帯型ゲームなどの機器間で、（SDカードなどの）電子媒体を介した画像の相互利用を実現するためのファイルシステム規格を定義したものである。対してExifは、デジタルカメラで使われる画像ファイルのフォーマット形式である。

## 来歴
1998年12月に日本電子工業振興協会（JEIDA）により制定され、2001年には ISO 12234-3 として規格化された。2005年現在、カメラ付き携帯電話などを含めた大半のデジタルカメラが対応している。
すでに存在していたExif Version 2.1、ExifR98 Version 1.0、CIFF Version 1.0という3つの規格をベースにしており、画像ファイル本体の構造のほか、ディレクトリ構造・ファイル命名規則、サムネイル・付随ファイル利用、規格にないファイルの記録などについて規定している。